# Великий Новгород (станция)
Вели́кий Но́вгород — станция Октябрьской железной дороги в городе Великий Новгород. Главная железнодорожная станция города. На станции 6 путей и 4 платформы: две островные высокие и две боковые низкие. Имеется вокзал с залом ожидания и билетными кассами. Под станционными путями проложен подземный пешеходный переход.

## Название
С 1871 года станция имела название — Новгород, с 1928 года — Новгород-на-Во́лхове, в 2019 году переименована в железнодорожную станцию Великий Новгород.

## История

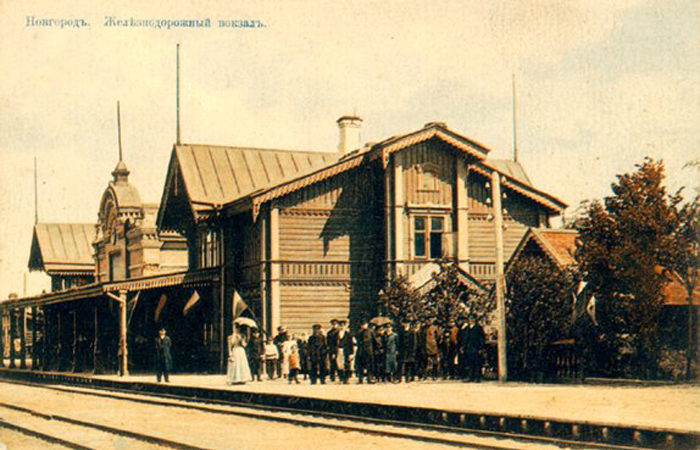
Железнодорожный вокзал до 1917 г.

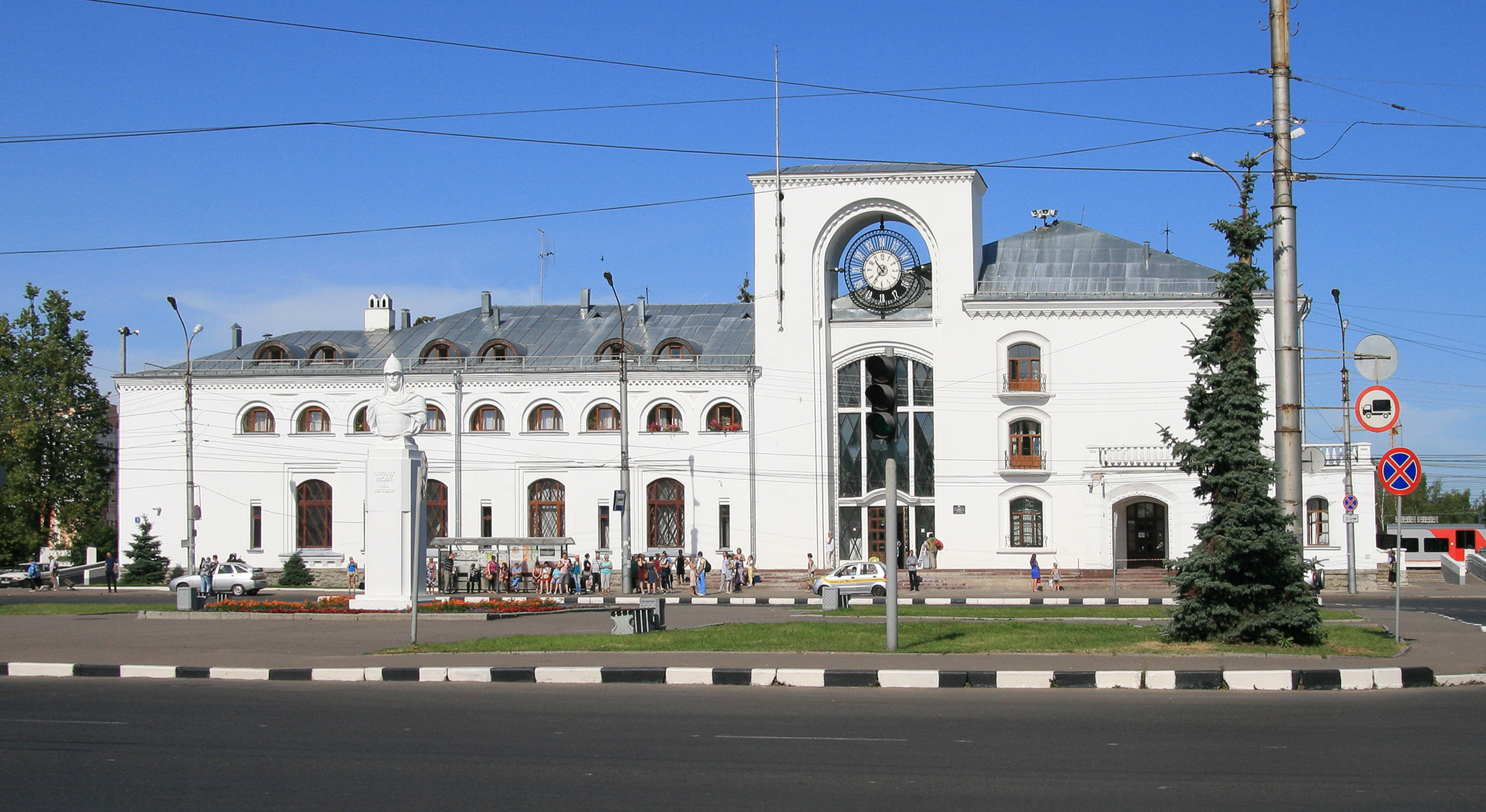
Железнодорожный вокзал с 1953 г.

Расположение ж/д вокзала в Новгороде до и после середины XX в.

Новгородская железная дорога (узкоколейка) сооружалась на основании концессии от 24 апреля 1870 года. Она была проложена от ст. Чудово Николаевской железной дороги до города Новгорода на средства частного капитала акционерного общества «Новгородская железная дорога» и открыта 18 мая 1871 года. Протяжённость дороги составляла 69 вёрст (73 км). С 1895 года Новгородская узкоколейная железная дорога во владении «Общества Рыбинско-Бологовской железной дороги» (Московско-Виндаво-Рыбинской железной дороги).
Вокзал на станции Новгород был построен на средства петербургского купца А. И. Варгунина и располагался совсем не там где находится существующий вокзал, а недалеко от храма Фёдора Стратилата на Щиркове, за земляным валом. Сейчас это район улицы Германа, бывшей Гужевой, около ликёро-водочного завода (ныне ОАО «Алкон»). Прежнее название улицы происходило от гужевого транспорта, который был главной приметой улицы, где размещались железнодорожные, винно-водочные и сенные склады.
12 июня 1878 года было пущено движение по продолжению этой ветки от Новгорода до Старой Руссы.
В 1916 году Обществом Московско-Виндаво-Рыбинской железной дороги введена в эксплуатацию широкая колея и уложена линия Луга — Новгород. В 1926 году принята в эксплуатацию линия Павловск — Великий Новгород.
В годы Второй мировой войны Новгород был почти полностью разрушен, сгорело и одноэтажное деревянное здание железнодорожного вокзала.
Судьба железнодорожной линии Новгород — Старая Русса также оказалась печальна. В годы Великой Отечественной войны железная дорога интенсивно разрушалась партизанами, затем — отступавшими немецкими войсками. В марте 1944 года подразделения 30-й отдельной железнодорожной бригады восстановили участки Старая Русса — Анишино (около 5 км) и Новгород — Панковка (около 6 км), затем работы по восстановлению железной дороги прекратились и уже никогда не возобновлялись. Восстановленный участок Старая Русса — Анишино позднее был разобран.
1 сентября 1944 года было принято постановление правительства «О мероприятиях по восстановлению города Новгорода». По результатам проведённого в 1945 году конкурса был принят проект железнодорожного вокзала, представленный крупным теоретиком и практиком железнодорожного строительства, автором первой в России монографии о железнодорожных вокзалах доктором архитектуры, профессором И. Г. Явейном.
21 января 1953 года построен и открыт новый новгородский железнодорожный вокзал, который стал одним из первых крупных общественных зданий, возникших после войны. При этом он был задуман как «ворота города», как собирательный образ древнего Новгорода — образ, соединяющий в себе архитектуру новгородских звонниц, белых Врат, монастырских стен с рельефами ладьи и Александра Невского — воителя.
До 1990 года вокзал эксплуатировался практически без ремонта. В 1991 году станция была электрифицирована постоянным током 3 кВ. В 1992 году в здании возник пожар, в результате которого наиболее сильно пострадала левая (южная) часть строения. Сильно обгорели и были частично уничтожены конструкции перекрытия, конструкции и отделка зала ожидания, ресторана, комнат отдыха.
В 1993—1994 годах группа известных архитекторов, действительных членов Российской и Международной академии архитектуры, направили письмо в Министерство путей сообщения, Министерство культуры и Академию архитектуры, в котором просили «принять участие в судьбе памятника русской архитектуры — железнодорожного вокзала в г. Новгороде». «Уникальность архитектуры вокзала, — отмечалось в письме, — заключается в мастерском сочетании традиций архитектуры Новгородской республики с новаторскими идеями начала XX века».
В 1995 году начались работы по восстановлению и реконструкции здания. В 1999 году строительство прекратилось за отсутствием финансирования.
В 1999 году здание железнодорожного вокзала со всем комплексом служебных построек и оградой поставлено на учёт органами охраны памятников и включено в списки «вновь выявленных объектов, представляющую архитектурную, историческую или иную художественную ценность».
В 2001 году выделены средства на реставрацию интерьеров, сгоревших помещений. Было составлено новое задание на реставрацию интерьеров, отражающее отношение к вокзалу как к памятнику архитектуры. Проект реставрации был выполнен творческим коллективом петербургской архитектурной мастерской «Студия 44», в который входили сыновья Игоря Явейна — профессор Московского архитектурного института О. И. Явейн, член корреспондент Академии архитектуры России, заслуженный архитектор России, лауреат Государственной премии России Н. И. Явейн, и архитектор-реставратор Н. Г. Разина.
В 2002 году вокзал был отреставрирован и отремонтированы вокзальные часы.

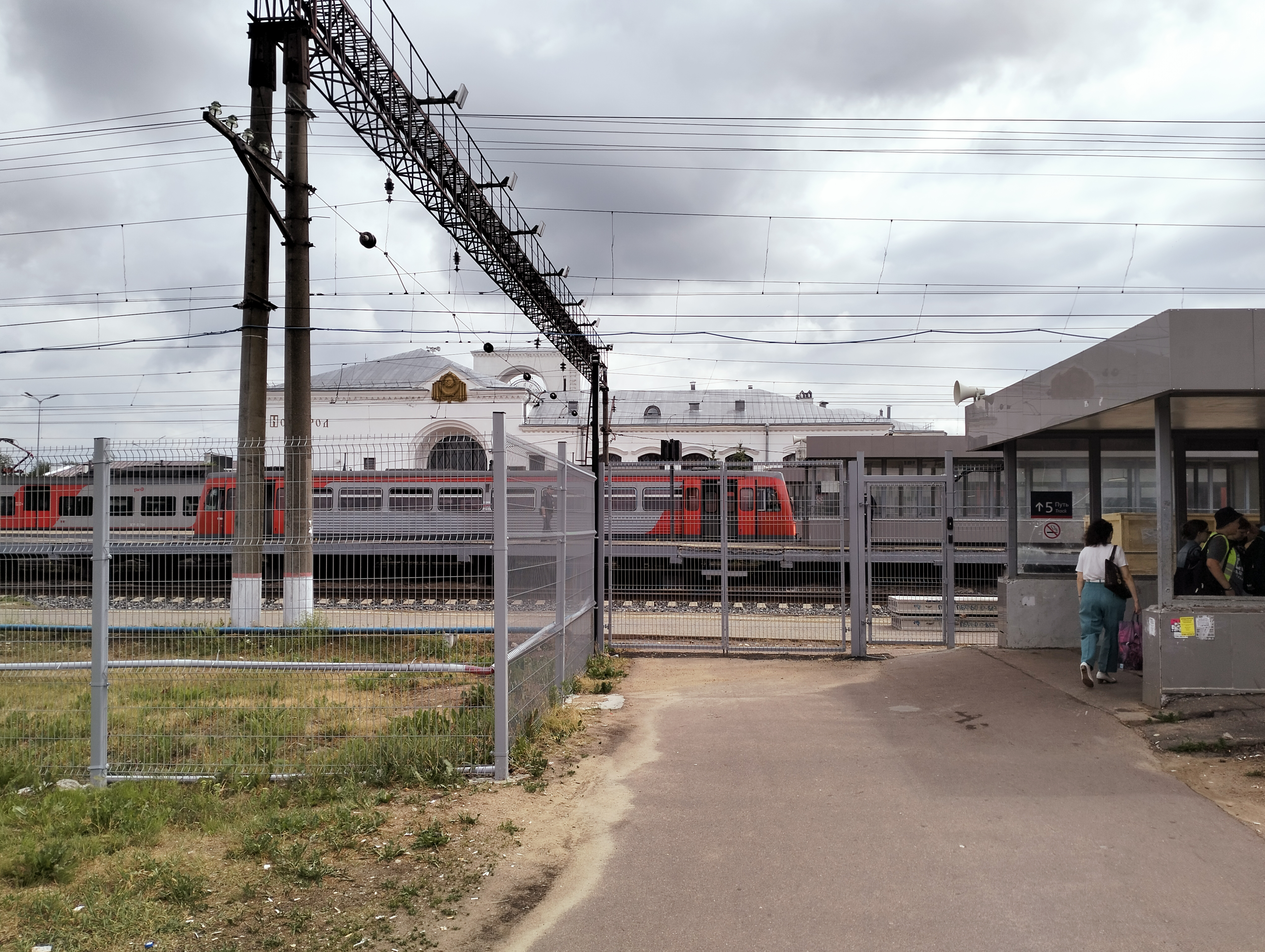
Подземный переход на вокзал.

## Пассажирское движение
Через станцию проходит небольшое количество пассажирских поездов дальнего следования и пригородные поезда. Средняя скорость движения пригородных поездов 55-60 км/ч. Конечная станция на линиях Павловск — Великий Новгород, Луга — Великий Новгород, Чудово — Великий Новгород, Великий Новгород — Рогавка
С Санкт-Петербургом город связывает две пары поездов «Ласточка», утром и вечером в обе стороны. Поезда являются пригородными, то есть покупка билета на них осуществляется в пригородных кассах без указания мест. Существует также опция покупки билета с указанием мест, для таких пассажиров в поезде выделен отдельный вагон. Также до Санкт Петербурга можно добраться на изредка ходящем дизель-электропоездом ДТ1 до Витебского вокзала.
30 августа 2017 года был запущен поезд «Ласточка» по маршруту № 819/820 Великий Новгород — Петрозаводск. С 22 февраля 2019 года поезд был продлён до Пскова. Неэлектрифицированный участок от Великого Новгорода до Пскова преодолевается на тепловозной тяге. Поезд связывает Великий Новгород с городами Порхов, Дно, Сольцы, Батецкий, Чудово, Волхов, Лодейное Поле, также имеется остановка на станции Ирса вблизи города Кириши.
С 9 декабря 2018 года поезд № 41/42 Великий Новгород — Москва (Ленинградский вокзал) был продлён до Нижнего Новгорода, а Москву стал проезжать через транзитный Курский вокзал. Таким образом, прямое железнодорожное сообщение стало соединять Великий Новгород с Нижним Новгородом и Владимиром. Однако с продлением поезда осталось неудобное время его прибытия из Великого Новгорода в Москву в 5 часов утра, то есть за полчаса до открытия метро. Поезд следует под тягой двухсистемного электровоза ЭП20, что позволяет не менять локомотив на стыке зон электрификации постоянным и переменным током во Владимире. Но по просьбам жителей Великого Новгорода и нерентабельности поезд вернули на Ленинградский вокзал в марте 2021 года.
Кроме того, с 2019 года через Великий Новгород проходит поезд Санкт-Петербург — Калининград, что связало Великий Новгород не только с Калининградом, но и с Полоцком, Витебском и Вильнюсом.
В 2019 году запущен пригородный поезд 6002/6004/6003 Великий Новгород — Окуловка, проходящий через Чудово, Кириши, Будогощь и Любытино. Маршрут обслуживается дизель-электропоездом ДТ1. Участок Великий Новгород — Будогощь поезд проходит на электрической тяге, далее — на тепловозной.
Если присмотреться то можно заметить что вокзал имеет форму поезда.

### Перевозчики, направления и расписание
| Перевозчик                                        | Дистанция                               | Направления и расписание |
| ------------------------------------------------- | --------------------------------------- | ------------------------ |
| РЖД/ДОСС, ФПК                                     | Дальнее следование                      | Яндекс                   |
| Северо-Западная пригородная пассажирская компания | Межрегиональное и пригородное сообщение | СЗППК                    |

### Ускоренное движение
| Дистанция                           | Дистанция | Дистанция                         | Остановки | Протяжённость | Время в пути  | Тип поезда      | Вагонов |
| ----------------------------------- | --------- | --------------------------------- | --- | ------------- | ------------- | --------------- | ------- |
| Межрегиональное ускоренное движение |           |                                   | |               |               |                 |         |
| Великий Новгород                    | ↔         | Санкт-Петербург Московский вокзал | Подберезье, Спасская Полисть, Трегубово, Чудово-Московское, Любань, Тосно, Колпино, Обухово, Сортировочная                                              | 192 км        | 3 ч. 10 мин.  | ЭС2Г «Ласточка» | 5/10    |
| Псков                               | ↔         | Петрозаводск                      | Струги Красные, Плюсса, Луга I, Батецкая, Великий Новгород, Подберезье, Спасская Полисть, Чудово-Московское, Ирса, Волховстрой II, Лодейное Поле, Свирь | 642 км        | 11 ч. 15 мин. | ЭС1П «Ласточка» | 5/10    |

### Комментарии
1. ↑  От станции Луга I до Пскова и в обратном направлении состав следует на тепловозной тяге[7][8].